# Hille Norden
Hille Norden (* 1998 in Kiel) ist eine deutsche Schauspielerin und Filmemacherin.

## Leben
Hille Norden wuchs in Kiel auf, wo sie zunächst ein humanistisches Gymnasium und – nach einem Auslandsaufenthalt in der Türkei – das Regionale Berufsbildungszentrum (RBZ) Wirtschaft besuchte. Dort weckte ein Projekt mit dem Dokumentarfilmer Fredo Wulf ihre Begeisterung für Film. In den Sommerferien 2016 produzierte sie ihren ersten Spielfilm Jola, in dem sie gleichzeitig die Hauptrolle spielte.

## Arbeit

### Schauspiel und Drehbuch
In den Jahren 2016–2019 war Hille Norden in mehreren Spielfilmen als Schauspielerin zu sehen, unter anderem in Ausgerechnet Sylt im ZDF. Als Drehbuchautorin schrieb sie 2023 zwei Folgen für die Anwaltsserie Mandat für Mai, die 2024 im ZDF auf dem Sendeplatz Donnerstag, 20:15 Uhr, ausgestrahlt wurden.

### Regie
Hauptsächlich tritt Hille Norden als Regisseurin in Erscheinung. Den thematischen Schwerpunkt ihrer Arbeit bilden dabei Erfahrungen geflüchteter Menschen und Fragen der kulturellen Identität.
Ihr Kinodebüt gab Hille Norden mit dem Dokumentarfilm Khello Brüder (79 Min.), den sie gemeinsam mit Tim Butenschön drehte, und der die Integration der Brüder Tarek und Zakwan Khello begleitet. Der Film wurde 2019 vom Barnsteiner-Film-Verleih bundesweit in die Kinos gebracht.
2019 hielt sich Hille Norden unter anderem in Kambodscha auf, wo sie mit ehemaligen Kindersoldaten der Khmer-Rouge-Zeit zusammenarbeitete.
Von 2019 bis 2020 drehte sie den zweiten Kinodokumentarfilm, diesmal auch als Kamerafrau: Für Heimat sucht Seele (97 Min.) begleitete Norden eine vierköpfige Familie, die durch Flucht, Krieg und Vertreibung vier Jahre lang getrennt war und in Deutschland zu neuem Zusammenhalt finden muss. Der Film feierte 2021 Premiere auf dem Dok.Fest München und wurde für den Viktor.DOK.deutsch-Preis nominiert. Hille Norden wurde für den Film mit dem Norderneyer Engel 2021 ausgezeichnet, dem Integrationspreis des Filmfests Emden-Norderney, verliehen von Christian Wulff. Der Film hatte 2021 Bundesstart im Eigenverleih. Die englische Fassung desselben Films (Soul Settlement) lief im Babylon Kino Berlin.
2020 erhielt Hille Norden eine BKM-Drehbuchförderung für ihr fiktionales Spielfilmdebüt Ficken für Freiheit. Das Drehbuch war sowohl für den 3. Deutschen Nachwuchs-Drehbuchpreis up-and-coming 2022 als auch für den Deutschen Drehbuchpreis 2023 nominiert. 2024 wurde es unter ihrer Regie verfilmt, produziert von der Hamburger Produktionsfirma Leitwolf. Unter dem Titel Smalltown Girl (122 Min.) wird der Film am 4. Dezember 2025 im Verleih von Neue Vision Kino in den deutschen Kinos erscheinen.

## Auszeichnungen und Förderungen
- Integrationspreis "Nordeneyer Engel", 2021: Heimat sucht Seele[19]
- Deutscher Drehbuchpreis, 2022: Ficken für Freiheit (Nominierung, bestes unverfilmtes Drehbuch)[20]
- MOIN Filmförderung, 2023: Ficken für Freiheit (250.000 € Förderung)[21]

## Filmografie
- 2016: Jola
- 2017: 5% Heimat
- 2018: Khello-Brüder
- 2021: Heimat sucht Seele / Soul Settlement
- 2024: Small Town Girl